# 钛酸锶
钛酸锶，化学式SrTiO3，简称STO。钛酸锶是具锶和钛的氧化物。 在室温下，它是具有钙钛矿结构的中心对称的顺电态介质材料。 在低温下，它接近具有非常大的介电常数〜104的铁电相变，但是保持顺电态，直到作为量子涨落的结果测量的最低温度，使其成为量子顺电态。它一直被认为是一种完全人工的材料，直到1982年，它在西伯利亚被发现并命名为tausonite的自然对应物--并已经被国际矿物学协会（IMA）认可。Tausonite仍然是一种极其罕见的矿物质，发生于非常微小的晶体。其最重要的应用是其合成形式，其中偶尔会遇到作为金刚石模拟物，精密光学，压敏电阻和先进陶瓷。

## 性质

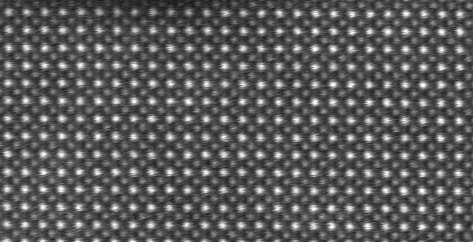
结晶固体：钛酸锶的原子分辨率图像。 较亮的原子是锶，而较暗的原子是钛。

白色立方晶体，具有高折射常数和介電係數，为有毒化学物品。
，无色，折射率n＝2.409，色散0.190，相对密度5.13，硬度5～6，无解理，断口贝壳状。在紫外光下无荧光，这种人造宝石常被切磨成祖母绿型是一种十分良好的钻石代用品。

## 制备
高纯四氯化钛、氯化锶和高纯草酸溶液在60～70°C下反应1小时，得到草酸氧钛锶。草酸氧钛锶经洗涤、烘干、煅烧，制得钛酸锶粉体。
{\displaystyle {\rm {\ SrCl_{2}+TiCl_{4}\cdot 2H_{2}C_{2}O_{4}+5H_{2}O\rightarrow }}}{\displaystyle {\rm {\ SrTiO(C_{2}O_{4})_{2}\cdot 4H_{2}O\downarrow +6HCl}}}
{\displaystyle {\rm {\ SrTiO(C_{2}O_{4})_{2}\cdot 4H_{2}O\rightarrow SrTiO_{3}+4H_{2}O+2CO_{2}\uparrow +2CO\uparrow }}}

钛酸锶具有典型的钙钛矿型结构, 是一种用途广泛的电子功能陶瓷材料, 具有介电常数高、介电损耗低、热稳定性好等优点, 广泛应用于电子、机械和陶瓷工业。同时, 作为一种功能材料, 钛酸锶具有禁带宽度高（3.4eV）、光催化活性优良等特点, 并具有独特的电磁性质和氧化还原催化活性, 在光催化分解水制氢、光催化降解有机污染物和光化学电池等光催化领域也得到了广泛的应用。